# Le avventure di Sharkboy e Lavagirl in 3-D
Le avventure di Sharkboy e Lavagirl in 3-D (The Adventures of Sharkboy and Lavagirl in 3-D) è un film del 2005 scritto, prodotto e diretto da Robert Rodriguez.
Si tratta di un film d'avventura con supereroi rivolto a un pubblico giovanile; esso adotta la stessa tecnologia 3D usata già dal suo film Missione 3D - Game Over del 2003. La pellicola ha avuto un sequel, We Can Be Heroes, diretto dallo stesso Rodriguez e distribuito nelle sale nel 2020.

## Trama
Max, un bambino di 10 anni dotato di una grandissima immaginazione, non sopporta di essere deriso dai suoi compagni di scuola. Per fuggire dalla realtà, si rintana nei suoi sogni dove vive incredibili avventure con Sharkboy (un giovane supereroe mezzo umano e mezzo squalo) e Lavagirl (ragazza in grado di sciogliere tutto quello che tocca). Dopo una lunga avventura nella mente del ragazzo, i suoi incubi entrano nel mondo reale e, dopo una lotta contro il terribile nemico dei suoi sogni, Mr. Electrico, grazie alla forza della sua immaginazione, riesce a sconfiggere i suoi incubi e le sue paure ritrovando la fiducia in sé stesso.

## Produzione
Parte del film è stata realizzata in Texas, dove nel film Max risiede e frequenta la scuola, e parte in uno studio con l'ausilio di un pannello verde e di montaggi fatti digitalmente con il computer applicati con l'effetto chroma key.
Robert Rodriguez viene accreditato ben 14 volte: come regista, produttore, sceneggiatore, supervisore degli effetti speciali, direttore della fotografia, montatore, operatore cameraman, compositore e performer.

## Accoglienza

### Incassi
Il budget per il film è stato di 50 000 000 $; nel suo weekend di apertura ha incassato 12 582 088 $, con una media di 4 739 $ in 2655 cinema, piazzandosi 5º del weekend, alle spalle di Mr. & Mrs. Smith, Madagascar e Star Wars: Episodio III - La vendetta dei Sith. Negli Stati Uniti ha incassato 39 177 541 $, e pur recuperando ulteriori 30 248 282 $ sul mercato estero è ad oggi considerato un flop commerciale.
L'incasso globale di 69 425 966 $ ha coperto a malapena il budget per la mera creazione del film, budget che tradizionalmente non include i costi di promozione e marketing.

### Critica
Le avventure di Sharkboy e Lavagirl ha ricevuto in generale recensioni negative da parte della critica con un rating del 20% su Rotten Tomatoes, sostenendo che «la decisione di trasformare questa fantasia infantile in un film in 3D è stato un errore di calcolo».
Roger Ebert ha affermato che il processo 3D utilizzato era fonte di distrazione e disattivava i colori «rovinando» in tal modo la maggior parte del film.

## Colonna sonora
Il regista Robert Rodriguez ha composto parte dei brani, con il contributo dei compositori John Debney e Graeme Revell.
1. The Shark Boy – 3:47 (musica: Robert Rodriguez e John Debney)
2. The Lava Girl – 1:28 (musica: Robert Rodriguez)
3. Max's Dream – 1:37 (musica: Robert Rodriguez)
4. Sharkboy and Lavagirl Return – 1:44 (musica: Robert Rodriguez)
5. Planet Drool – 2:12 (musica: Robert Rodriguez)
6. "Mount Never Rest – 2:35 (musica: Graeme Revell)
7. Passage of Time – 1:30 (musica: Robert Rodriguez e Carl Thiel)
8. Mr. Electric – 1:09 (musica: Graeme Revell)
9. Train of Thought – 2:01 (musica: John Debney)
10. Taylor Lautner – Dream Dream Dream Dream (Dream Dream) – 1:54 (musica: Robert Rodriguez)
11. Stream of Consciousness – 1:33 (musica: John Debney)
12. Sea of Confusion – 3:04 (musica: John Debney)
13. The LaLa's – 1:09 (musica: Nicole Weinstein)
14. The Ice Princess – 2:51 (musica: Robert Rodriguez e John Debney)
15. Sharkboy vs. Mr. Electric – 0:55 (musica: Graeme Revell)
16. Lavagirl's Sacrifice – 2:10 (musica: Robert Rodriguez)
17. The Light – 2:21 (musica: Robert Rodriguez)
18. Battle of the Dreamers – 1:21 (musica: Robert Rodriguez)
19. Mr. Electric on Earth – 1:15 (musica: Graeme Revell)
20. Unplugged...Literally – 1:12 (musica: Robert Rodriguez e John Debney)
21. The Day Dreamer – 1:29 (musica: Robert Rodriguez e John Debney)
22. Taylor Dooley e Gwen Stefani – Sharkboy and Lavagirl – 4:09 (musica: Robert Rodriguez)

Durata totale: 43:26

## Sequel
Il 25 dicembre 2020 è stato distribuito su Netflix un sequel intitolato We Can Be Heroes.